# Metalimnobia (Metalimnobia) quadrinotata
Metalimnobia (Metalimnobia) quadrinotata is een tweevleugelige uit de familie steltmuggen (Limoniidae). De soort komt voor in het Palearctisch gebied.